# بخش هلفوش
بخش هلفوش (به سوئدی: Hällefors kommun) یک ناحیه شهری در سوئد است که در شهرستان اوربرو واقع شده‌است.

## خواهرخوانده
شهرهای Pohja, Lüchow, Orkdal و یلگاوا خواهرخوانده‌های بخش هلفوش هستند.